# Chiridius mexicanus
Chiridius mexicanus är en kräftdjursart som beskrevs av Mungo Park 1975. Chiridius mexicanus ingår i släktet Chiridius och familjen Aetideidae. Inga underarter finns listade i Catalogue of Life.